# Лечва
Лечва (лат. Kobus leche) је врста афричке антилопе, која насељава плавна подручја јужног дела Централне Африке. 

## Опис
Лечва је највиша у стражњем делу тела, а у раменима достиже висину од 90 до 100 cm. Одрасле јединке достижу тежину од 70 до 120 kg. 
Боја крзна се разликује зависно од подврсте, са горње стране тела може бити риђа, као код црвене лечве или мрка или црна, као код црне лечве, док је са доње стране тела бела. Мужјаци су тамнији од женки. Лечва лучи маст, која јој прекрива крзно и служи за хидроизолацију. 
Рогови мужјака су спирални и у облику лире.
Задњи удови лечве су дужи од предњих, што олакшава дуго трчање на мочварном тлу, а копита су издужена и шира, што омогућава лечви да не потоне у блато.
Мужјаци и женке су ван сезоне парења окупљени у посебним крдима, која се у време сезоне парења мешају. 

## Станиште и распрострањеност
Станишта врсте су мочварна подручја, травна вегетација, екосистеми ниских трава и шумски екосистеми и слатководна подручја. У мочварним подручјима лечва се храни воденим биљем, а вода јој пружа заштиту од грабљиваца. 
Ареал врсте је ограничен на мањи број држава у Африци. Врста има станиште у Анголи, ДР Конгу, Боцвани, Замбији и Намибији.

## Угроженост
Ова врста није угрожена, и наведена је као последња брига, јер има широко распрострањење.